# Viggo Drewsen
Viggo Drewsen (født 15. november 1830 i København, død 8 november 1888 sammesteds) var en dansk filosofisk forfatter. Han var søn af konferensråd A.L. Drewsen, en halvbror til J.C. Drewsen, og bror til Harald Drewsen. H C Andersen skrev digtet "Lille Viggo vil du ride ranke?" til ham.
Drewsen blev student 1850 fra Borgerdydskolen på Christianshavn og studerede i nogle år jura, men tog ingen embedseksamen. Efter en tid at have gjort tjeneste som volontør i Toldvæsenet blev han 1859 assistent i Finansministeriet. Han deltog som frivillig i krigen 1864, såredes ved Dybbøl, blev taget til fange og udnævntes senere til sekondløjtnant.
1866-70 var han kancellist i Finansministeriet og derefter fuldmægtig sammesteds til 1873, da han ansattes som kontorchef i Livsforsikringsanstalten af 1871, hvor han virkede til sin død, fra 1882 som formand i bestyrelsen. I sine to sidste år var han tillige medlem af direktionen for Sparekassen for Kjøbenhavn og Omegn.
Drewsen beskæftigede sig meget med filosofiske studier; resultat af disse var de anonymt udgivne skrifter: En Livsanskuelse, grundet paa Elskov (1881), Forholdet mellem Mand og Kvinde, belyst gennem Udviklingshypotesen (1884) og Grænser for Kønsfriheden (1888). Med stor kraft og megen selvstændig opfattelse viser Drewsen i sine skrifter (ligesom i flere polemiske artikler i Tilskueren 1885) ægteskabets og familielivets betydning for menneskets liv.
Han blev gift 1872 med Henriette Louise Collin (født 20. februar 1839 i København, død 6. december 1920 sammesteds), datter af auskultant, senere departementsdirektør og etatsråd Edvard Collin og hustru. De var forældre til Sten Drewsen.
Drewsen er begravet på Garnisons Kirkegård. Hans breve findes i Det Kongelige Bibliotek. Der findes en portrættegning af Otto Bache 1888 og et træsnit fra F. Hendriksen 1892.